# Apage
Apage (altgriechisch ἄπαγε, Imperativ von ἀπάγειν apagein „wegführen“) bezeichnet
- im Altgriechischen einen verärgerten Ausruf: „Pack Dich!“, „Fort mit Dir!“; als Phrase «Ἄπαγε ἐς μακαρίαν ἐκποδών.» («Apage es makarian ekpodon.»)[1] „Scher Dich zum Teufel!“; davon im Mittelalter als Apage Satanas (vergleiche Matthäus 4,10 EU) eine feststehende Formel zur Bannung einer teuflischen Erscheinung und in der katholischen Teufelsaustreibung noch heute vorkommend;
- im Mittelalter einen Kampfruf, mit dem eine Fehde begonnen oder ein Schaukampf (beispielsweise ein Buhurt) eingeleitet werden konnte.

1. ↑  Aristophanes, Die Ritter 1151, als ἄπαγ’ ἐς μακαρίαν ἐκποδών (apag’ es makarian ekpodon).